# オゴウェ川
オゴウェ川（オゴウェかわ、フランス語: Ogooué）は、ガボンの川。全長1,200km。ガボンでもっとも長い河川であり、ガボン国内の大半を流域とする。また、コンゴ共和国、カメルーン、赤道ギニアにも一部流域が広がっている。
オゴウェ川はバテケ高原の北西にあるコンゴ共和国のケンゲ近くを水源とし、ブマンゴの近くでガボン領内に入る。モロンゴの近くにはプバラ滝がある。ラストゥールヴィルからンジョレまでの区間は急流が多く、船舶の航行ができない。ンジョレからは西に流れ、ランバレネからは広大なデルタ地帯を形成して、ポールジャンティの南でギニア湾に注ぐ。デルタ地帯は縦横ともに100kmに及ぶ。
オゴウェ川流域の223,856km²のうち、73%にあたる173,000km²はガボン領内である。流域の多くは熱帯雨林であり、一部にはサバナや草原が広がっている。川にはナイルワニ、アフリカマナティーおよびティラピア、Atopochilus savorgnani、Doumea typica、そしてナンノカラックス属やラベオ属などのコイ科の魚類をはじめとする多様な生物が生息している。周辺のサバナと森林にはDialium guineense、モバンギ、Piptadeniastrum africanumなどが生えており、ヒメセワタビタキ、サギ、アフリカコビトウ、ハヤブサ属、モモイロペリカンなどの鳥類およびアフリカスイギュウ、ゴリラ、ゾウ、マンドリルを含むサル、チンパンジー、カバなどの哺乳類が生息している。中流域に広がるロペ＝オカンダは特に自然が保存されており、2007年には複合遺産として世界遺産に登録された。また、上流部のムブング・バドゥマおよびドゥム急流、中流部の滝と急流の多いイヴァンド川との合流点一帯、下流部の「下オゴウェ」とウォンガ・ウォンゲ保護区はラムサール条約登録地である。
オゴウェ川は海からンジョレまでは航行可能であり、水運を利用して河口のポールジャンティまで木材が輸送されている。流域の人口密度は1km²あたり4人と少ないが、河口近くのガボン最大の港ポールジャンティをはじめ、ランバレネやモアンダ、フランスヴィルなどの町が点在している。
1895年この川を探検した初の女性となるメアリー・キングズレーがカヌーで遡上した。